# Estádio Alcides Brasil Silveira Borges
O Estádio Alcides Brasil Silveira Borges é um estádio de futebol localizado na cidade brasileira de Cruz Alta, no estado do Rio Grande do Sul. Tem capacidade para cerca de três mil pessoas. É a casa do Grêmio Riograndense Futebol Clube, tradicional clube da cidade.